# Zespół Stauffera
Zespół Stauffera (ang. Stauffer's syndrome) – zespół paraneoplastyczny występujący w raku nerkowokomórkowym, opisany po raz pierwszy w 1961. Rozpoznawany jest w przypadku wystąpienia u pacjenta z rakiem nerki dysfunkcji wątroby niezwiązanej z obecnością przerzutów, ustępującej po nefrektomii. Częstość zespołu szacuje się na 10-15%. W patogenezie zespołu bierze się pod uwagę udział cytokin, w tym interleukiny-6, wytwarzanych przez tkankę guza. Wiąże się z wystąpieniem gorączki i utratą wagi ciała. Rokuje źle.